# テゲアーテース
テゲアーテース（古希: Τεγεάτης, Tegeātēs）はギリシア神話の人物である。長母音を省略してテゲアテスとも表記される。アルカディア地方の王リュカーオーンの50人の息子の1人。アルカディアの有力な都市国家テゲアーの創建者であり、都市の名祖であると伝えられる。
巨人アトラースの娘マイラと結婚し、スケプロス、レイモーン、キュドーン、アルケーディオス、ゴルテュスをもうけた。
女神レートーは身ごもっている間、諸国を放浪したが、女神から生まれたアポローンとアルテミスは母に不親切だった者たちを罰してまわった。両神がテゲアを訪れたとき、テゲアテースの子スケプロスがアポローンと話をした。しかしレイモーンは兄弟が自分の悪口を言ったと勘違いして殺したため、レイモーンはすぐにアルテミスに矢で射殺された。テゲアテースとマイラは両神に供儀したが、テゲアーは不作に見舞われた。そこでデルポイに伺いを立てると神託はスケプロスの追悼を命じたので、アポローン・アギュイエウス（通りを守護するアポローン）の祭礼でスケプロスを祀る行事を行った。その行事では女神がレイモーンを追ったように、アルテミスの女神官が一人の男子を追跡した。
テゲアテースの他の3子はクレーテー島に入植し、それぞれの名にちなんだ都市キュドニア、ゴルテュン、カトレウスを創建したが、クレーテー島の伝承はこれを否定し、キュドーンはクレーテー王ミーノースの娘アカカリスとヘルメースの子、カトレウスはミーノースの子、ゴルテュスはラダマンテュスの子であると主張した。
テゲアーのアゴラにはテゲアテースとマイラの英雄廟があった。